# Víctor García (cantante)
Para otras personas llamadas Víctor García, vea Víctor García (desambiguación).
Víctor García González (Brisbane, Australia; 5 de junio de 1970), es un cantante español-australiano fundador, vocalista y líder de la banda asturiana de metal, WarCry, y exmiembro de los grupos Adventus y Avalanch.

## Comienzos
Nacido en Australia, en la ciudad de Brisbane, lugar en el que se conocieron sus padres. Al poco tiempo se mudan a vivir a España, a la ciudad de Asturias, siendo criado principalmente por su madre, ya que su padre (quien era inmigrante) estuvo ausente durante sus años de juventud.
En el año 1987, Víctor comienza abrirse paso en el mundo del heavy metal, inspirado por grupos como Europe y Bon Jovi. Ese mismo año adquiere su primera guitarra eléctrica, y a partir de ese momento, junto con algunos amigos, decide formar una banda a la que da el nombre de WarCry.
En 1994, es invitado a ser parte de la banda asturiana, Avalanch, como guitarrista, corista, y tomando parte en la composición de canciones. Dada esta oportunidad, decide pausar el proyecto de WarCry. Con Avalanch, graba una maqueta y realiza una gira de conciertos por distintas localidades asturianas. Pero al siguiente año la banda decide prescindir de sus servicios. Tras esto, Víctor decide tomarse unas vacaciones, y en febrero de 1996 decide revivir a WarCry. En esta nueva etapa, Víctor García graba su primera maqueta llamada Demon 97 (la mayoría de canciones pasarían a formar parte del primer disco de Warcry grabado años después), aunque no consigue que ningún sello discográfico se interese por su material.
En 1998, Víctor es llamado nuevamente para formar parte de Avalanch, esta vez como vocalista, y para terminar la gira del disco La llama eterna, que fue publicado en 1997 (sin Víctor García). Con Avalanch graba el segundo álbum de estudio, Llanto de un héroe, cosechando gran éxito dentro de la comunidad de Heavy Metal de España. El disco incluye dos canciones compuestas por el propio Víctor García (Por mi Libertad y Aquí Estaré). Dada la apretada agenda de Víctor con Avalanch, decide una vez más, dejar de lado a WarCry. La gira de Llanto de un Héroe culminó con la grabación de un disco en directo (Días de Gloria). En el año 2000, Víctor pone su voz al nuevo disco de Avalanch, El Ángel Caído, compuesto íntegramente por Alberto Rionda.
Durante esta etapa, Víctor García decide tomar clases de canto para perfeccionar su técnica. A mediados de 2001, comienza un proyecto solista junto con el baterista Alberto Ardines.
En febrero de 2002, al terminar la gira de El Ángel Caído, Víctor es expulsado de Avalanch. Tras su salida del grupo, García vuelve a darle vida a WarCry. Gracias al éxito cosechado en Avalanch, se le facilita conseguir que un sello discográfico se interese en grabar y editar el primer álbum de estudio de WarCry.

### Etapa en WarCry
Víctor, junto con Alberto Ardines, usan las canciones del "álbum solista" como debut de WarCry. De este modo Víctor comienza a dar forma a WarCry con los guitarristas Pablo García y Fernando Mon, que colaboraron en su disco solista con los solos de guitarra. Álvaro Jardón, del grupo asturiano Darna, entra como bajista, y se añadiría finalmente el gallego Manuel Ramil como tecladista. Antes de finalizar el año sale a la venta el segundo álbum de la banda, El sello de los tiempos. Este disco les hace recorrer España en una gira que comienza oficialmente el 7 de marzo de 2003.
A principios de 2004 vuelven a entrar en estudio para editar su segundo álbum, Alea Jacta Est. Tras las buenas críticas de ambos discos, Víctor García recibe en 2004 el premio radial que le acredita como mejor vocalista español en una votación muy reñida con Leo Jiménez, vocalista de Stravaganzza.[cita requerida] En 2005 WarCry publica el álbum ¿Dónde está la luz?, y Víctor vuelve a recibir un premio Radial como mejor vocalista nacional.[cita requerida] Ese mismo año, Víctor García realiza la gira más extensa de su carrera con WarCry, además colabora con la banda Mägo de Oz para la grabación de su disco “Gaia II” (participando en el tema La cantata del diablo junto con otros cantantes del panorama del Heavy metal español).
De la actuación de WarCry en Madrid el 5 de noviembre de 2005 saldría a la venta en 2006 un DVD y CD en directo llamado Directo a la Luz. El 18 de septiembre de 2006 publica La quinta esencia, el quinto álbum de estudio de WarCry, y en él la banda asturiana ha incluido canciones de todos los estilos de sus anteriores álbumes: Hard Rock (¿Dónde esta la Luz?), Power Metal (WarCry). En el año 2009 hubo un par de grandes conciertos como el de Madrid ante más de 5000 personas en “La Cubierta” de Leganés (los teloneros fueron Angelus Apatrida y Stravaganzza) y su participación en el festival Metalway, como también de nuevo su participación en el festival Leyendas del Rock. Finalizan 2009 con una gira por Hispanoamérica en la que visitan Chile, Colombia, Ecuador y Venezuela.

### Etapa en Adventus
En 2020, Víctor inicia un nuevo proyecto musical llamado Adventus con exmiembros de los grupos WarCry y Avalanch. Con esta banda únicamente estrena dos álbumes de estudio, y en 2023 decide abandonar la agrupación.

## Discografía
| WarCry - 1997: Demon 97 - 2002: WarCry - 2002: El sello de los tiempos - 2004: Alea Jacta Est - 2005: ¿Dónde está la luz? - 2006: Directo a la luz [en vivo] - 2006: La quinta esencia - 2009: Revolución - 2011: Alfa - 2012: Omega [en vivo] - 2013: Inmortal - 2017: Donde el silencio se rompió - 2017: Momentos - 2022: Daimon Avalanch - 1999: Llanto de un héroe - 2000: Días de Gloria [en vivo] - 2001: El ángel caído Adventus - 2021: Morir y Renacer - 2022: Saudade | Tributo - 1999: Transilvania 666 — Iron Maiden ("Run to the Hills") - 2000: Save Me — Queen - 2000: Metal Gods — Judas Priest ("Hell Patrol") - 2000: i want out -- Helloween Colaboraciones - Año: Álbum - Banda/Artista (Canción) - 2002: Mixture? — Relative Silence - 2002: El Retorno Del Rey — Nörthwind (El lago y el dragón) - 2002: El Retorno Del Rey — Nörthwind (La morada de Celler) - 2002: Rara Avis - 2002: Sombras del Este - Saurom Lamderth ("Trancos/Aragorn") - 2003: Senda del Destino — Rivendel Lords - 2003: Darna - Darna ("Secuelas") - 2004: Destino — BlackBlood - (El mago de la noche) - 2004: Belfast — Mägo de Oz ("La rosa de los vientos") - 2005: En Libertad - Brecha ("Morir en el intento") - 2005: Gaia II: La voz dormida — Mägo de Oz ("La cantata del diablo") - 2008: Sueño o realidad - Infamia ("La luz del sol") - 2008: A Kiss From Hellaven - Absentia - 2010: Tocar el sol - Darksun (Ánima) - 2012: Alma de Fuego - Zenobia (La tormenta) - 2013: Steelhammer - U.D.O. (¡Basta ya!) - 2013: Celtic Land Mägo de Oz (Hazme un sitio entre tu piel, Fiesta pagana 2.0.) |  |